# Mundochthonius carpaticus
Espèce
Mundochthonius carpaticus est une espèce de pseudoscorpions de la famille des Chthoniidae.

## Distribution
Cette espèce se rencontre en Pologne, en Tchéquie, en Slovaquie en Ukraine et en Roumanie.

## Étymologie
Son nom d'espèce lui a été donné en référence au lieu de sa découverte, les Carpates.

## Publication originale
- Rafalski, 1948 : Mundochthonius carpaticus sp. nov., nowy gatunek Zaleszczotka (Pseudoscorpionidea)-Mundochlhonius carpaticus, a new species of Pseudoscorpionidae. Annales Musei Zoologici Polonici, vol. 14, no 3, p. 13-20.